# Chludowianie

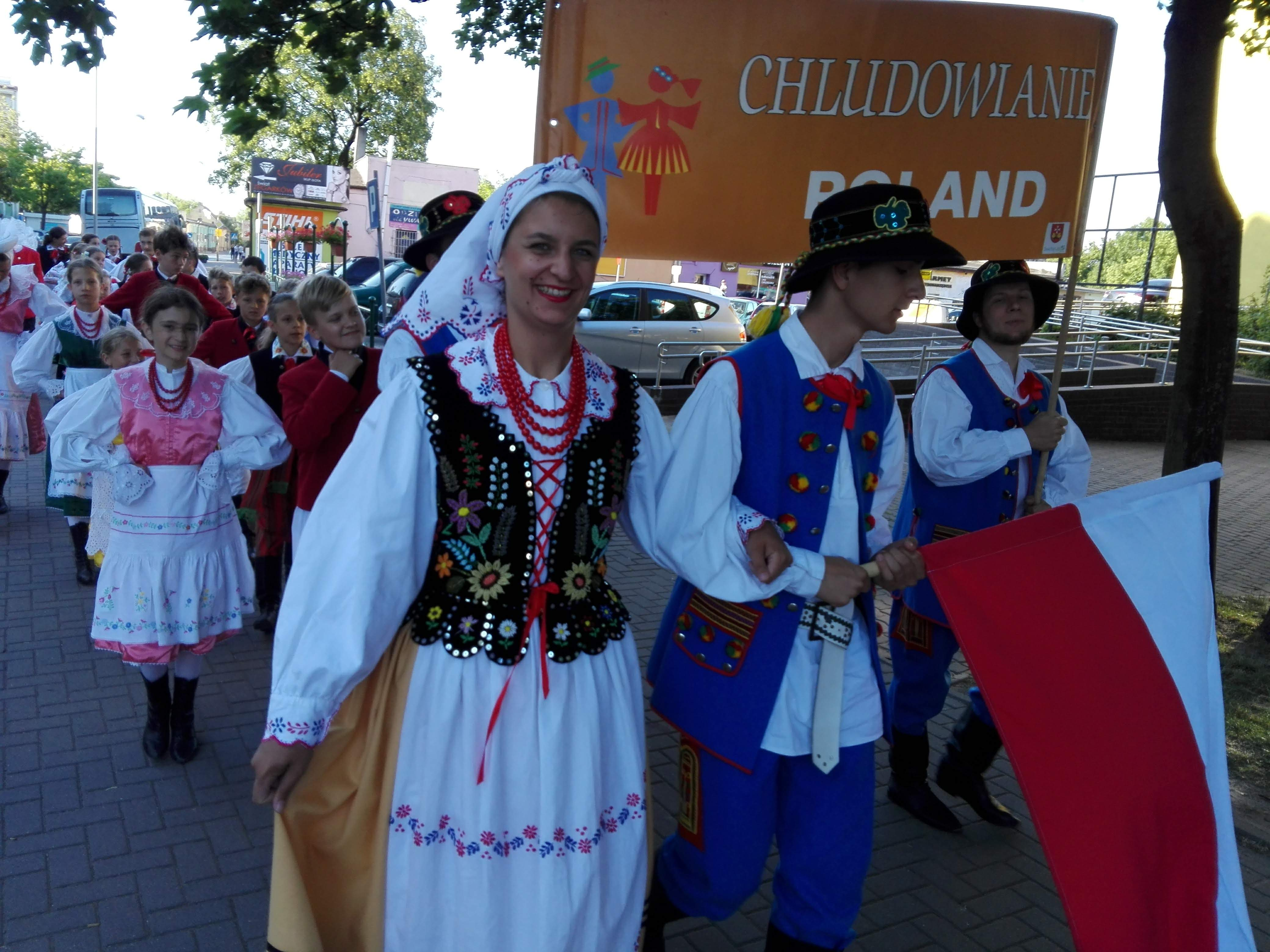
Zespół Pieśni i Tańca Chludowianie

Zespół Pieśni i Tańca Ludowego Chludowianie - zespół tańca ludowego i muzyki ludowej skupiający dzieci, młodzież i osoby dorosłe z Chludowa (i okolic) w Gminie Suchy Las koło Poznania. 

## Historia
Zespół powstał jesienią 2000 roku z inicjatywy ówczesnego dyrektora Zespołu Szkół w Chludowie Jarosława Krajewskiego. Pierwszym choreografem  był Kazimierz Brdęk; aktualnie zajęcia taneczne prowadzą: Renata Banaszewska, Tomasz Szarek i Weronika Ciślak. W repertuarze "Chludowian" znajdują się wszystkie tańce narodowe (polonez, kujawiak, krakowiak, oberek oraz mazur), a także liczne tańce i przyśpiewki z wielu regionów Polski. 
Zespół "Chludowianie" koncertował już w wielu miejscach na całym świecie m.in. w Polsce, Niemczech, Francji, Czarnogórze, Hiszpanii, Rosji, Turcji, Belgii, na Białorusi, Litwie, Ukrainie, Malcie czy Węgrzech.
W 2012 r. powstało Stowarzyszenie Zespół Pieśni i Tańca "Chludowianie", którego celem jest między innymi opieka organizacyjna, finansowa i merytoryczna nad Zespołem oraz chórem "Cantus familiaris". Pierwszym prezesem Stowarzyszenia została Anna Monika Jabłuszewska (2012-2020), a kolejnym - Marta Kaczmarska (od 2020).

## Działalność
Stowarzyszenie Zespół Pieśni i Tańca "Chludowianie" prowadzi działalność edukacyjną w zakresie tańców narodowych i regionalnych, prowadząc zajęcia w kilku grupach wiekowych i stopniach zaawansowania. Najważniejsze projekty Stowarzyszenia to m.in. 
- Chludowskie Spotkania z Folklorem - Międzynarodowy Festiwal Kultury Ludowej (10. edycja - 2024)[5],
- Folklor w przedszkolu - cykl audycji folklorystycznych dla najmłodszych w przedszkolach[6]

## Festiwale i nagrodody
W roku 2016 Stowarzyszenie Zespół Pieśni i Tańca Chludowianie otrzymało Nagrodę Starosty Poznańskiego w kategorii ORGANIZACJE POZARZĄDOWE za rok 2015.
W 2018 roku Powiat Poznański przyznał Stowarzyszeniu  II nagrodę za osiągnięcia w dziedzinie twórczości artystycznej, upowszechniania i ochrony kultury, uwzględniając między innymi takie osiągnięcia Zespołu, jak:
- II miejsce na IV Ogólnopolskim Festiwalu o Puchar Czarnych Diamentów w Katowicach, 2018
- Grand Prix na III Ogólnopolskim Festiwalu o Puchar Czarnych Diamentów w Katowicach, 2017
- III miejsce i wyróżnienie na Wojewódzkim Przeglądzie Folklorystycznym w Dziekanowicach, 2017
- I miejsce na Powiatowym Przeglądzie Zespołów Folklorystycznych w Lusowie, 2016
- I miejsce na Powiatowym Przeglądzie Zespołów Folklorystycznych w Lusowie, 2015
- Grand Prix na XXXIII Międzynarodowym Festiwalu Dziecięcych i Młodzieżowych Zespołów Folklorystycznych “Krakowiak” w Krakowie, 2014
- I miejsce na Ogólnopolskim Festiwalu Dziecięcych Zespołów Folklorystycznych “Folklor na bank” w Brańsku, 2013
- III miejsce za tańce wielkopolskie na Przeglądzie Zespołów Folklorystycznych “Regiony” w Bydgoszczy, 2007

W okresie pandemii (od 2020) Zespół nieprzerwanie prowadził działalność (w formie online, hybrydowo) realizując projekty "na odległość" i zdobywając np: nagrodę za najpiękniejszy kostium tradycyjny w konkursie online „Let’s Unfreeze The Culture” organizowanym przez Folklore Festival Association, 2020. 
Po wznowieniu zajęć stacjonarnych 
- II miejsce w Konkursie Tradycyjnej Muzyki Dudziarskiej, w kategorii – skrzypek do lat 15 (Blanka Bazylak)na IV Festiwalu Kultury Ludowej „Ignysiowy Laur 2023”
- I miejsce  na VII Festiwalu Zespołów Folklorystycznych im. Tadeusza Zielińskiego w Brześciu Kujawskim, 2023
- wyróżnienie w kategorii „Zespoły taneczne artystycznie opracowane” na 12. Międzykulturowym Festiwalu Folklorystycznym „Zagłębie i Sąsiedzi”, 2022

W roku 2024 Stowarzyszenie otrzymało Odznakę honorową „Zasłużony dla Kultury Polskiej”.